# Olympische Winterspiele 2006/Teilnehmer (Niederlande)
| Gelbes Symbol für Goldmedaillen mit stilisierten Olympischen Ringen | Graues Symbol für Silbermedaillen mit stilisierten Olympischen Ringen | Braundes Symbol für Bronzemedaillen mit stilisierten Olympischen Ringen |
| ------------------------------------------------------------------- | --------------------------------------------------------------------- | ----------------------------------------------------------------------- |
| 3                                                                   | 2                                                                     | 4                                                                       |

Die Niederlande nahmen an den Olympischen Winterspielen 2006 im italienischen Turin mit einer Delegation von 35 Athleten teil.

## Flaggenträger
Der Eisschnellläufer Jan Bos trug die Flagge der Niederlande während der Eröffnungsfeier, bei der Schlussfeier wurde sie von seinem Teamkollegen Rintje Ritsma getragen.

## Teilnehmer nach Sportarten

### Bob
Frauen
- Ilse Broeders (Zweier)
- Eline Jurg (Zweier)
- Jeannette Pennings (Zweier)
- Kitty van Haperen (Zweier)
- Urta Rozenstruik (Ersatz Zweier)

Männer
- Arend Glas (Zweier, Vierer)
- Sybren Jansma (Zweier, Vierer)
- Arno Klaassen (Vierer)
- Vincent Kortbeek (Vierer)
- Cesar Gonzales (Ersatz Vierer)

### Eisschnelllauf
Frauen
- Barbara de Loor (1000 m)
- Annette Gerritsen (500 m, 1000 m)
- Renate Groenewold (1500 m, 3000 m, 5000 m, Team)
- Carien Kleibeuker (5000 m)
- Moniek Kleinsman (1500 m, 3000 m, Team)
- Gretha Smit (5000 m)
- Marianne Timmer (500 m, 1000 m)
- Sanne van der Star (500 m)
- Paulien van Deutekom (1500 m, Team)
- Ireen Wüst (1000 m, 1500 m, 3000 m, Team)

Männer
- Jan Bos (500 m, 1000 m, 1500 m)
- Bob de Jong
5000 m: 6. Platz – 6:22,12 min; +7,44 s
10.000 m:
- Stefan Groothuis (1000 m)
- Sven Kramer
1500 m:
5000 m: Silbermedaille – 6:16,40 min; +1,72 s
10.000 m:
Team-Verfolgung: Bronzemedaille
- Simon Kuipers (500 m, 1500 m)
- Beorn Nijenhuis (500 m, 1000 m)
- Rintje Ritsma
Team-Verfolgung: Bronzemedaille
- Mark Tuitert
Team-Verfolgung: Bronzemedaille
- Carl Verheijen
5000 m: 4. Platz – 6:18,84 min; +4,16 s
10.000 m:
Team-Verfolgung: Bronzemedaille
- Erben Wennemars
500 m:
1000 m:
1500 m:
Team-Verfolgung: Bronzemedaille

### Shorttrack
- Cees Juffermans
1500 m, Herren: im Halbfinale ausgeschieden
- Niels Kerstholt
1000 m, Herren: im Vorlauf disqualifiziert
1500 m, Herren: B-Finale und insgesamt 11. Platz
- Liesbeth Mau Asam (500 m, 1000 m, 1500 m)

### Snowboard
- Cheryl Maas (Halfpipe)
- Nicolien Sauerbreij (Alpin)